# Tao (España)
Tao es una localidad española del municipio de Teguise, perteneciente a la provincia de Las Palmas, en la comunidad autónoma de Canarias.

## Historia
Hacia mediados del siglo XIX, el lugar, referido por entonces como una aldea ya perteneciente a Teguise, tenía contabilizada una población de 77 habitantes. Aparece descrito en el decimocuarto volumen del Diccionario geográfico-estadístico-histórico de España y sus posesiones de Ultramar de Pascual Madoz con las siguientes palabras:

TAO: ald. en la isla de Lanzarote, prov. de Canarias, part. jud., térm. jurisd. y parr. de Teguise. Antiguamente fue un pueblo bastante regular; aunque en el dia apenas exista, pues el jable, los vientos y la esscasez de lluvias, han sido causa suficientes para su despoblacion. Tiene una ermita titulada San Andrés. pobl.: 15 vec., 77 alm. riqueza y contr. con el ayunt.
(Madoz, 1849, p. 589)

En 2022, la entidad singular de población tenía empadronados 521 habitantes y el núcleo de población, 500.